# نیکلاس مادورو
نیکلاس مادورو (به اسپانیایی: Nicolás Maduro Moros) (زاده ۱۹۶۲) سیاست‌مدار ونزوئلایی و رئیس‌جمهور کنونی ونزوئلا است.
وی پس از مرگ هوگو چاوز، رئیس‌جمهور ونزوئلا شد. وی پیش از آن، پست‌های وزارت امور خارجه (از سال ۲۰۰۶ تا ۲۰۱۳) و معاونت اجرایی ریاست جمهوری را (از سال ۲۰۱۲ تا ۲۰۱۳) بر عهده داشت. او در آوریل ۲۰۱۳ با رای ۵۱ درصدی مردم در انتخابات ریاست‌جمهوری ۲۰۱۳ ونزوئلا به مقام چهل و ششمین ریاست جمهوری ونزوئلا دست یافت. نیکلاس در جوانی راننده اتوبوس بود و سپس رهبر اتحادیه تاجران شد تا این‌که در سال ۲۰۰۰ در انتخابات مجمع ملی ونزوئلا (مجلس قانون‌گذاری ونزوئلا) رأی آورد. مادورو در دولت چاوز دارای پست‌های مختلفی از جمله وزیر امور خارجه بود. در سال ۲۰۱۲، نشریهٔ وال‌استریت جورنال، وی را توانمندترین مسئول و سیاستمدار در حلقهٔ اطرافیان چاوز توصیف کرد. بعد از مرگ چاوز در سال ۲۰۱۳ مادورو رئیس‌جمهور ونزوئلا شد.
کمبودها در ونزوئلا و کاهش استانداردها و سطح زندگی مردم ونزوئلا، باعث کاهش محبوبیت مادورو و آغاز اعتراضات گسترده مردم ونزوئلا از سال ۲۰۱۴ شد. به نوشتهٔ نیویورک تایمز، دولت مادورو مسبب مشکلات اقتصادی ونزوئلا بوده و حکومت او با هدف سرکوب اعتراضات، مخالفان و منتقدان را تبعید، زندانی و کشته است. در انتخابات ریاست‌جمهوری ونزوئلا در سال ۲۰۱۸، رهبران مخالفان دولت، زندانی، تبعید یا از شرکت در انتخابات، منع شده و این انتخابات پرحاشیه، بدون نظارت نهادهای نظارتی و بین‌المللی انجام شد و برخی رأی‌دهندگان، وادار به حمایت از مادورو در انتخابات شدند. بسیاری از کشورها، آن انتخابات و انتخابات مجلس مؤسسان ونزوئلا در سال ۲۰۱۷ را به رسمیت نشناختند. دولت‌های آمریکا، پاناما و کانادا نیز دولت مادورو را تحریم کردند. دولت مادورو همچنین خبرنگاران منتقد را بازداشت و دسترسی به اطلاعات آزاد و اینترنت را به‌ویژه در هنگام رخدادهای مهم سیاسی، مسدود کرد. ۱۱۵ رسانه ونزوئلایی در فاصلهٔ سال‌های ۲۰۱۳ تا ۲۰۱۸، مسدود شد و در سال ۲۰۱۹، شاخص آزادی رسانه‌ها در ونزوئلا، در میان ۱۸۰ کشور، در رتبهٔ ۱۴۸ قرار گرفت.
مادورو در دوران ریاست‌جمهوری خود، حاکمی یکه‌سالار و دیکتاتور، توصیف شده و به‌گفتهٔ سازمان کشورهای آمریکایی، در دوران مسؤولیت مادورو، مواردی از جنایات علیه بشریت از سوی دولت وی انجام گرفته است. در فوریهٔ ۲۰۱۸، دیوان کیفری بین‌المللی بررسی جرائم ارتکابی و رفتار دولت وی را آغاز کرده است. بر پایهٔ تخمین سازمان ملل متحد، در دورهٔ مسئولیت مادورو، حدود ۹٬۰۰۰ شهروند ونزوئلایی، مورد قتل‌های فراقضایی قرار گرفته و حدود ۵ میلیون نفر، مجبور به ترک ونزوئلا شده‌اند. حکومت‌های روسیه، چین، کوبا، ایران، ترکیه و السالوادور، از حامیان حکومت مادورو هستند و بررسی نهادهای بین‌المللی را، دخالت در امور داخلی ونزوئلا اظهار کرده‌اند. این کشورها به همراه سوریه، در بحران ریاست‌جمهوری ۲۰۱۹ ونزوئلا، حامی مادورو بوده و آمریکا، کانادا، و بیشتر کشورهای غرب اروپا و کشورهای آمریکای لاتین، از خوان گوایدو حمایت کرده و وی را رئیس‌جمهور مشروع ونزوئلا دانستند. با وجود تمامی انتقادات، مادورو در ۱۰ ژانویهٔ ۲۰۱۹، برای ریاست جمهوری، سوگند خورد و گوایدو، رئیس مجمع ملی ونزوئلا نیز چند روز بعد و در ۲۳ ژانویه، خود را رئیس‌جمهور رسمی و مشروع ونزوئلا، اعلام کرد. دولت مادورو، اعتراضات را یک کودتا و حمایت آمریکا از گوایدو را فتنه‌ای از سوی آمریکا برای تصاحب ذخایر نفتی ونزوئلا دانست. این ادعا از سوی گوایدو، تکذیب و رد شد. در پی مجموعه‌ای از ناآرامی‌ها و خیزش نافرجام ۲۰۱۹ ونزوئلا، نمایندگان گوایدو و مادورو، در ۳۰ آوریل ۲۰۱۹ با هدف کاهش تنش و خشونت‌ها با یکدیگر دیدار کردند.
در ۲۶ مارس ۲۰۲۰، وزارت دادگستری ایالات متحده آمریکا، مادورو را به قاچاق موادمخدر و همکاری با قاچاقچیان مواد مخدر، با اهداف سیاسی متهم کرد. وزارت امور خارجه ایالات متحده آمریکا نیز، پاداشی به مبلغ ۱۵ میلیون دلار برای اطلاعاتی که منجر به بازداشت و محاکمهٔ مادورو شود، پیشنهاد کرد.
نیکلاس مادرو در سال ۲۰۱۸ هنگامی که در حال سخنرانی در جمع نظامیان بود توسط پهپاد ترور ناموفق شد.
اکنون (اوت ۲۰۲۵) ایالات متحده آمریکا برای پیدا کردن او و تحقیقاتی که باعث دستگیری او شود ۵۰ میلیون دلار جایزه گذاشته است. 

## زندگی شخصی
نیکلاس مادورو موروس در ۲۳ نوامبر ۱۹۶۲ در کاراکاس در خانواده ای از طبقه کارگر زاده شد. او دارای یک خانواده چپ‌گرا و «رویای مبارز جنبش انتخاباتی پوئبلو (MEP)» متولد شد. مادورو در مدرسه، دانش‌آموزی ضعیف بود و بر اساس آمار موجود، او هیچ‌گاه دبیرستان را به پایان نرسانده است. پدرش، نیکلاس مادورو گارسیا، که از رهبران برجسته اتحادیه کارگری بود که در ۲۲ آوریل ۱۹۸۹ در یک تصادف رانندگی درگذشت. مادرش، ترزا د خسوس موروس، در کوکوتا، شهری مرزی کلمبیا در مرز با ونزوئلا زاده شد. مادورو در خیابان کاله ۱۴، خیابانی در لوس ژاردینز، ال واله، یک محله کارگری در حومه غربی کاراکاس بزرگ شد. او تنها پسر از چهار فرزند گارسیا بود و سه خواهر به نام‌های ماریا ترزا، جوزفینا و آنیتا داشت. 
مادورو به عنوان یک کاتولیک رومی بزرگ شد. در سال ۲۰۱۲، نیویورک تایمز گزارش داد که او پیرو گوروی هندوی، ساتیا سای بابا، بوده و قبلاً در سال ۲۰۰۵ از این گورو در هند بازدید کرده است. او در مصاحبه‌ای در سال ۲۰۱۳ اظهار داشت که «پدربزرگ و مادربزرگ من یهودی بودند، از یک پیشینه موری سفاردی، و در ونزوئلا به کاتولیک گرویدند.» 
مادورو دو بار ازدواج کرده است. اولین ازدواج او با آدریانا گوئرا آنگولو بود که از او تنها پسرش، نیکلاس مادورو گوئرا، که با نام "نیکولاسیتو" نیز شناخته می‌شود را داشت که به چندین پست ارشد دولتی (رئیس هیئت بازرسان ویژه ریاست جمهوری، رئیس مدرسه ملی فیلم و یک کرسی در مجلس ملی) گماشته شد. او بعداً با سیلیا فلورس، وکیل و سیاستمداری که در اوت ۲۰۰۶ جایگزین مادورو به عنوان رئیس مجلس ملی شد، ازدواج کرد، زمانی که او استعفا داد تا وزیر امور خارجه شود و اولین زنی باشد که به عنوان رئیس مجلس ملی خدمت می‌کند. این دو از دهه ۱۹۹۰، زمانی که فلورس پس از کودتای ۱۹۹۲ ونزوئلا وکیل هوگو چاوز بود، رابطه عاشقانه‌ای داشتند و در ژوئیه ۲۰۱۳ ماه‌ها پس از رئیس جمهور شدن مادورو ازدواج کردند. اگرچه آنها فرزندی با هم ندارند، مادورو سه فرزندخوانده از ازدواج اول همسرش با والتر رامون گاویدیا دارد؛ والتر جیکوب، یوسول و یوسر. 
مادورو طرفدار موسیقی جان لنون و کمپین‌های او برای صلح و عشق است. مادورو گفته است که از موسیقی و ضدفرهنگ دهه‌های ۱۹۶۰ و ۱۹۷۰ الهام گرفته است و همچنین از رابرت پلنت و لد زپلین نام برده است.

## اوایل کار

### تحصیل و کار اتحادیه‌ای
مادورو در دبیرستان دولتی لیسئو خوزه آوالوس در ال واله تحصیل کرد. آشنایی او با سیاست زمانی بود که عضو اتحادیه دانش‌آموزی دبیرستان خود شد. طبق سوابق مدرسه، مادورو از دبیرستان فارغ‌التحصیل نشد. 
به گفته کارلوس پنالوزا، نویسنده و فرمانده سابق ارتش ونزوئلا، مادورو از سوی مقامات ونزوئلا به دلیل ربودن ویلیام نیهوس، تاجر آمریکایی و رئیس اوونز-ایلینوی در ونزوئلا، که توسط شبه‌نظامیان چپ‌گرا که بعدها به هوگو چاوز نزدیک شدند، گروگان گرفته شده بود، مورد توجه قرار گرفت. 
مادورو سال‌ها به عنوان راننده اتوبوس برای شرکت مترو کاراکاس کار کرد. او یک اتحادیه کارگری غیررسمی در این شرکت تأسیس کرد که در آن زمان اتحادیه‌ها را ممنوع کرده بود. او همچنین در طول مبارزات انتخاباتی ناموفق ریاست جمهوری رنگل در سال ۱۹۸۳، به عنوان محافظ خوزه ویسنته رنگل استخدام شد. 
مادورو در سن ۲۴ سالگی به همراه دیگر شبه‌نظامیان سازمان‌های چپ‌گرا در آمریکای جنوبی که در سال ۱۹۸۶ به کوبا نقل مکان کرده بودند، در هاوانا اقامت داشت و در یک دوره یک ساله در مدرسه ملی کوادروس خولیو آنتونیو ملا، مرکزی برای آموزش سیاسی که توسط اتحادیه جوانان اداره می‌شد، شرکت کرد.
در طول اقامتش در کوبا توسط پدرو میرت پریتو، عضو ارشد دفتر سیاسی حزب کمونیست کوبا که به فیدل کاسترو نزدیک بود، آموزش دید. 

### MBR-200
به گفته کارلوس پنالوزا، ظاهراً مادورو از سوی دولت کاسترو مأمور شده بود تا به عنوان یک «خبرچین» برای ریاست اطلاعات کوبا کار کند تا به هوگو چاوز که در حال تجربه یک حرفه نظامی رو به رشد بود، نزدیک شود. 
در اوایل دهه ۱۹۹۰، او به MBR-200 پیوست و زمانی که به دلیل نقشش در کودتای ونزوئلا در سال ۱۹۹۲ زندانی شد، برای آزادی چاوز مبارزه کرد. در اواخر دهه ۱۹۹۰، مادورو در تأسیس جنبش جمهوری پنجم نقش مهمی داشت، جنبشی که از چاوز در انتخابات ریاست جمهوری در سال ۱۹۹۸ حمایت کرد.

## مجلس ملی
مادورو در سال ۱۹۹۸ از طریق فهرست MVR به مجلس نمایندگان ونزوئلا، در سال ۱۹۹۹ به مجلس ملی مؤسسان و سرانجام در سال ۲۰۰۰ به مجلس ملی راه یافت و همواره نماینده منطقه پایتخت بود. مجلس او را به عنوان رئیس مجلس انتخاب کرد، نقشی که از سال ۲۰۰۵ تا ۲۰۰۶ بر عهده داشت. 

## وزارت امور خارجه ونزوئلا
مادورو در سال ۲۰۰۶ به عنوان وزیر امور خارجه منصوب شد و در زمان چاوز در این سمت خدمت کرد تا اینکه در اکتبر ۲۰۱۲، پس از انتخابات ریاست جمهوری، به عنوان معاون رئیس جمهور ونزوئلا منصوب شد.
به گزارش بی‌بی‌سی موندو، در دوران تصدی مادورو به عنوان وزیر امور خارجه، «او به عنوان یک بازیگر کلیدی در پیشبرد سیاست خارجی کشورش فراتر از مرزهای آمریکای لاتین برای نزدیک شدن به تقریباً هر دولتی که رقیب ایالات متحده بود، در نظر گرفته می‌شد.»
مواضع سیاست خارجی ونزوئلا در دوران ریاست جمهوری او شامل موارد زیر بود: پایان روابط غیررسمی با تایوان به نفع جمهوری خلق چین، حمایت از لیبی در زمان معمر قذافی، قطع روابط دیپلماتیک با اسرائیل در طول جنگ غزه ۲۰۰۸-۲۰۰۹، به رسمیت شناختن و برقراری روابط دیپلماتیک با کشور فلسطین، چرخش در روابط با کلمبیا در سال ۲۰۰۸ (با اکوادور) و دوباره در سال ۲۰۱۰، به رسمیت شناختن آبخازیا و اوستیای جنوبی به عنوان کشورهای مستقل و حمایت از بشار اسد در طول جنگ داخلی سوریه. 
تمیر پوراس، استاد موسسه مطالعات سیاسی پاریس در سال ۲۰۱۹ که در دوران تصدی مادورو به عنوان وزیر امور خارجه، رئیس دفتر او بود، گفت که در روزهای اولیه چاویسمو، مادورو «عملگرا» و «سیاستمداری بسیار ماهر» تلقی می‌شد که «در مذاکره و چانه‌زنی مهارت داشت». پوراس گفت که مادورو «در برقراری ارتباط با سران کشورها و امضا و دستیابی به توافقات (...) در مدت زمان بسیار سریع بسیار مؤثر بود». به گفته روری کارول، مادورو در زمان خدمت به عنوان وزیر امور خارجه به هیچ زبان خارجی صحبت نمی‌کرد. 

## بازداشت ۲۰۰۶ در نیویورک
در سپتامبر ۲۰۰۶، مادورو هنگام تلاش برای بازگشت به ونزوئلا از طریق میامی، پس از پرداخت نقدی سه بلیط هواپیما، به مدت کوتاهی توسط مأموران امنیت داخلی در فرودگاه بین‌المللی جان اف کندی به مدت حدود ۹۰ دقیقه بازداشت شد. مادورو و رئیس جمهور هوگو چاوز هر دو در شهر نیویورک برای شرکت در شصت و یکمین اجلاس مجمع عمومی سازمان ملل متحد حضور داشتند، جایی که رئیس جمهور چاوز در سخنرانی خود جورج دبلیو بوش، رئیس جمهور آمریکا، را «شیطان» نامید. 
این حادثه زمانی آغاز شد که مادورو سعی کرد وسیله‌ای را که در ایست بازرسی امنیتی فرودگاه بین‌المللی جان اف کندی بازرسی شده بود، بردارد و پرسنل امنیتی به مادورو گفتند که او از انجام این کار منع شده است. مادورو بعداً خود را به عنوان یک دیپلمات از دولت ونزوئلا معرفی کرد، اما مقامات همچنان او را به اتاقی برای انجام بازرسی ثانویه همراهی کردند. در یک مقطع، مقامات به مادورو و دیگر مقامات ونزوئلایی دستور دادند که دست و پای خود را باز کنند و بازرسی شوند، اما مادورو و دیگران به زور امتناع کردند. گذرنامه و بلیط دیپلماتیک او برای مدتی نگهداری شد و سرانجام به او بازگردانده شد.
مادورو پس از آزادی در هیئت نمایندگی ونزوئلا در سازمان ملل متحد، در سخنرانی خود گفت که بازداشت او توسط مقامات آمریکایی غیرقانونی بوده و در سازمان ملل متحد شکایتی مطرح کرده است. مقامات ایالات متحده و سازمان ملل متحد این حادثه را تأسف‌بار خواندند، اما گفتند که مادورو برای «بازرسی ثانویه» شناسایی شده است. راس ناک، سخنگوی امنیت داخلی، بدرفتاری با مادورو را تکذیب کرد و گفت که هیچ مدرکی دال بر ناهنجاری در طول فرآیند بازرسی وجود نداشته است. یک دیپلمات ناشناس سازمان ملل متحد گفت که سفر مادورو به تأخیر افتاده است زیرا او بدون بلیط دیر حاضر شده و همین امر باعث بازرسی شده است.
مادورو گفت که این حادثه مانع از سفر او به خانه در همان روز شد. وقتی رئیس جمهور چاوز از این حادثه مطلع شد، گفت که بازداشت مادورو تلافی سخنرانی خودش در مجمع عمومی سازمان ملل بوده است.

## معاونت رئیس جمهور ونزوئلا
پیش از گماردن مادورو به معاونت ریاست جمهوری، چاوز در سال ۲۰۱۱ او را برای جانشینی او در ریاست جمهوری در صورت مرگش بر اثر سرطان انتخاب کرده بود. این انتخاب به دلیل وفاداری مادورو به چاوز و به دلیل روابط خوب او با دیگر چاوزی‌ها مانند الیاس خائوآ، وزیر سابق جسی چاکون و خورخه رودریگز انجام شد. مقامات بولیواری پیش‌بینی کردند که پس از مرگ چاوز، مادورو با مشکلات سیاسی مواجه خواهد شد و ونزوئلا بی‌ثباتی را تجربه خواهد کرد.
چاوز در ۱۳ اکتبر ۲۰۱۲، اندکی پس از پیروزی در انتخابات ریاست جمهوری آن ماه، مادورو را به عنوان معاون رئیس جمهور ونزوئلا منصوب کرد. دو ماه بعد، در ۸ دسامبر ۲۰۱۲، چاوز اعلام کرد که سرطان عودکننده‌اش بازگشته است و برای جراحی اورژانسی و درمان‌های پزشکی بیشتر به کوبا باز خواهد گشت.
چاوز گفت که اگر وضعیتش بدتر شود و انتخابات ریاست جمهوری جدیدی برای جایگزینی او برگزار شود، ونزوئلایی‌ها باید به مادورو رأی دهند تا جانشین او شود. این اولین باری بود که چاوز جانشین بالقوه‌ای برای جنبش خود معرفی کرد و همچنین اولین باری بود که او علناً احتمال مرگ خود را پذیرفت. 
حمایت چاوز از مادورو، دیوسدادو کابلو، معاون سابق رئیس جمهور و مقام قدرتمند حزب سوسیالیست که با نیروهای مسلح ارتباط داشت و به طور گسترده به عنوان کاندیدای اصلی جانشینی چاوز در نظر گرفته می‌شد را به حاشیه راند. پس از اینکه چاوز از مادورو حمایت کرد، کابلو «بلافاصله به هر دو نفر اعلام وفاداری کرد». 
پس از مرگ هوگو چاوز در ۵ مارس ۲۰۱۳، مادورو اختیارات و مسئولیت‌های رئیس جمهور را به عهده گرفت. او خورخه آریزا را به عنوان معاون رئیس جمهور منصوب کرد. از آنجایی که چاوز در چهار سال اول دوره خود درگذشت، قانون اساسی ونزوئلا تصریح کرد که انتخابات ریاست جمهوری باید ظرف ۳۰ روز پس از مرگ او برگزار شود. مادورو به اتفاق آرا به عنوان نامزد حزب سوسیالیست در انتخابات انتخاب شد. 
وقتی او به طور موقت قدرت را به دست گرفت، رهبران اپوزیسیون استدلال کردند که مادورو با به دست گرفتن قدرت بر رئیس مجلس ملی، مواد ۲۲۹، ۲۳۱ و ۲۳۳ قانون اساسی ونزوئلا را نقض کرده است.
به گفته کورالس و پنفولد، جانشینی مادورو در سال ۲۰۱۳ به دلیل سازوکارهای متعددی بود که توسط چاوز ایجاد شده بود. در ابتدا، قیمت نفت به اندازه کافی بالا بود که مادورو بتواند هزینه‌های لازم برای حمایت، به ویژه با ارتش را حفظ کند. مادورو از روابط خارجی که توسط چاوز ایجاد شده بود نیز استفاده کرد، زیرا او مهارت‌هایی را که در زمان خدمت به عنوان وزیر امور خارجه آموخته بود، به کار گرفت. در نهایت، حزب سوسیالیست متحد ونزوئلا و نهادهای دولتی از مادورو حمایت کردند و «رژیم از نهادهای سرکوب و استبداد، که در زمان چاوز نیز ایجاد شده بودند، برای سرکوب بیشتر مخالفان استفاده کرد.» 
در آوریل ۲۰۱۳، مادورو به عنوان رئیس جمهور انتخاب شد و با اختلاف کمی هنریکه کاپریلس، نامزد مخالف، را تنها با ۱.۵ درصد آرا که این دو را از هم جدا می‌کرد، شکست داد. کاپریلس خواستار بازشماری آرا شد و از به رسمیت شناختن نتیجه انتخابات به عنوان معتبر خودداری کرد. مادورو در ۱۹ آوریل، پس از آنکه کمیسیون انتخابات قول حسابرسی کامل نتایج انتخابات را داده بود، به عنوان رئیس جمهور سوگند یاد کرد. در اکتبر ۲۰۱۳، او از ایجاد یک آژانس جدید به نام «معاونت وزارت شادی عالی» برای هماهنگی برنامه‌های اجتماعی خبر داد. 

## ریاست جمهوری ونزوئلا
در ۱۴ آوریل ۲۰۱۳ مادورو در انتخابات ریاست‌جمهوری ونزوئلا (۲۰۱۳) پیروز شد. او در این انتخابات توانست با ۱٫۵٪ رای بیشتر از رقیب خود انریکه کاپریلس رادنسکی پیشی بگیرد. انتخاباتی دیگر در سال ۲۰۱۸ تکرار شد که نتیجه آن مورد قبول مخالفان مادورو قرار نگرفت.
رهبران اپوزیسیون در ونزوئلا در ماه مه ۲۰۱۶ طوماری را به شورای ملی انتخابات (CNE) ارائه کردند که در آن خواستار برگزاری همه‌پرسی برای برکناری مادورو شده بود و مردم باید در مورد برکناری او از قدرت رأی می‌دادند. در ۵ ژوئیه ۲۰۱۶، سرویس اطلاعاتی ونزوئلا پنج فعال مخالف را که در همه‌پرسی برای برکناری شرکت داشتند، بازداشت کرد و دو فعال دیگر از همان حزب نیز دستگیر شدند. پس از تأخیر در تأیید امضاها، معترضان ادعا کردند که دولت عمداً این روند را به تأخیر می‌اندازد. دولت در پاسخ استدلال کرد که معترضان بخشی از توطئه‌ای برای سرنگونی مادورو هستند. در ۱ آگوست ۲۰۱۶، CNE اعلام کرد که امضاهای کافی برای ادامه روند برکناری تأیید شده است. در حالی که رهبران اپوزیسیون اصرار داشتند که این برکناری قبل از پایان سال ۲۰۱۶ برگزار شود و امکان برگزاری انتخابات ریاست جمهوری جدید فراهم شود، دولت قول داد که این برکناری تا سال ۲۰۱۷ رخ نخواهد داد و تضمین کرد که معاون فعلی رئیس جمهور به طور بالقوه به قدرت خواهد رسید. 
در ماه مه ۲۰۱۷، مادورو قانون اساسی ۲۰۱۷ را پیشنهاد کرد که انتخابات مجلس مؤسسان ونزوئلا که بعداً در ۳۰ ژوئیه ۲۰۱۷ با وجود محکومیت گسترده بین‌المللی برگزار شد. ایالات متحده پس از انتخابات، مادورو را تحریم کرد و او را «دیکتاتور» نامید و از ورود او به ایالات متحده جلوگیری کرد. کشورهای دیگر، مانند چین، روسیه و کوبا حمایت خود را از مادورو و انتخابات مجلس مؤسسان اعلام کردند. انتخابات ریاست جمهوری که تاریخ اولیه آن برای دسامبر ۲۰۱۸ برنامه‌ریزی شده بود، متعاقباً به ۲۲ آوریل موکول شد و سپس به ۲۰ مه موکول شد. تحلیلگران این انتخابات را نمایشی توصیف کردند. این انتخابات کمترین میزان مشارکت رأی‌دهندگان را در دوران دموکراتیک این کشور داشت. 
شش ماه پس از انتخاب شدن، مادورو توسط قوه مقننه ونزوئلا قبل از سال ۲۰۱۵ (از ۱۹ نوامبر ۲۰۱۳ تا ۱۹ نوامبر ۲۰۱۴ و ۱۵ مارس ۲۰۱۵ تا ۳۱ دسامبر ۲۰۱۵) و بعداً توسط دادگاه عالی (از ۱۵ ژانویه ۲۰۱۶) برای رسیدگی به بحران اقتصادی جاری در کشور، با محکومیت شدید مخالفان ونزوئلا مبنی بر اینکه قدرت قوه مقننه توسط دادگاه غصب شده است، قدرت را با حکم به دست گرفت.  ریاست جمهوری او با افول وضعیت اجتماعی-اقتصادی ونزوئلا، با افزایش جرم، تورم، فقر و گرسنگی همزمان شده است. تحلیلگران افول ونزوئلا را به سیاست‌های اقتصادی چاوز و مادورو نسبت داده‌اند، در حالی که مادورو گمانه‌زنی‌ها و جنگ اقتصادی به راه افتاده توسط مخالفان سیاسی خود را مقصر دانسته است. 
گزارش عفو بین‌الملل در سال ۲۰۱۸ «دولت نیکلاس مادورو را به ارتکاب برخی از بدترین موارد نقض حقوق بشر در تاریخ ونزوئلا متهم کرد». این گزارش نشان داد که این خشونت به ویژه در محله‌های فقیرنشین ونزوئلا انجام شده است و شامل «۸۲۹۲ اعدام فراقضایی انجام شده بین سال‌های ۲۰۱۵ تا ۲۰۱۷» می‌شود. در یک سال، ۲۲ درصد از قتل‌ها (۴۶۶۷) توسط نیروهای امنیتی انجام شده است. اریکا گووارا-روساس از عفو بین‌الملل گفت: «دولت رئیس جمهور مادورو باید حق زندگی را تضمین کند، نه اینکه جان جوانان کشور را بگیرد.» 
در سال‌های پایانی ریاست جمهوری مادورو، نیروهای پلیس و ارتش طرفدار دولت «عملیات آزادی مردم» را آغاز کردند که به گفته آنها، باندهای خیابانی و تشکل‌های شبه‌نظامی غیردولتی را که ادعا می‌کردند کنترل محله‌های فقیرنشین را به دست گرفته‌اند، هدف قرار می‌داد. بنا به گزارش‌ها، این عملیات منجر به هزاران دستگیری و حدود ۹۰۰۰ کشته شده است و مخالفان ونزوئلا ادعا کردند که این عملیات در واقع ابزار سرکوب دولتی است. سازمان ملل متحد متعاقباً گزارشی منتشر کرد که روش‌های خشونت‌آمیز این عملیات را محکوم می‌کرد. اگرچه طارق ویلیام ساب، بازرس دولت ونزوئلا، اذعان کرده است که دفترش ده‌ها گزارش از «افراط پلیس» دریافت کرده است، اما از لزوم این عملیات دفاع کرد و اظهار داشت که دفترش در کنار پلیس و ارتش «برای حفاظت از حقوق بشر» همکاری خواهد کرد. وزارت امور خارجه ونزوئلا از گزارش سازمان ملل متحد انتقاد کرده و آن را «نه عینی و نه بی‌طرف» خوانده و آنچه را که معتقد است در مجموع ۶۰ خطا در گزارش است، فهرست کرده است. 
در ۴ آگوست ۲۰۱۸، حداقل دو پهپاد مسلح به مواد منفجره در منطقه‌ای که مادورو در حال ایراد سخنرانی برای افسران نظامی در ونزوئلا بود، منفجر شدند. دولت ونزوئلا ادعا می‌کند که این رویداد یک تلاش هدفمند برای ترور مادورو بوده است، اگرچه علت و نیت انفجارها مورد بحث است. دیگران اظهار داشته‌اند که این حادثه یک عملیات پرچم دروغین بوده که توسط دولت برای توجیه سرکوب مخالفان در ونزوئلا طراحی شده است. 
پوراس (رئیس دفتر سابق مادورو) در سال ۲۰۱۹ گفت که مادورو در دوره اول ریاست جمهوری خود «عملاً هیچ چیز در سیاست عمومی و جهت‌گیری ارائه نکرده است» زیرا به نظر پوراس، «او چشم‌انداز روشنی برای کشور ندارد. او بسیار بر تحکیم قدرت خود در میان همتایان خود در چاویسمو متمرکز است و کمتر بر اعمال یا اجرای یک چشم‌انداز استراتژیک برای کشور.» تمرکز دارد با این حال، پس از افزایش تحریم‌های بین‌المللی در طول بحران ونزوئلا در سال ۲۰۱۹، دولت مادورو سیاست‌های سوسیالیستی وضع شده توسط چاوز، مانند کنترل قیمت و ارز، را کنار گذاشت که منجر به بازگشت کشور از رکود اقتصادی شد. اکونومیست نوشت که ونزوئلا همچنین «پول اضافی از فروش طلا (هم از معادن غیرقانونی و هم از ذخایر خود) و مواد مخدر» به دست آورده است. 
در ۳ مه ۲۰۲۰، نیروهای امنیتی ونزوئلا از تلاش مخالفان مسلح ونزوئلایی برای سرنگونی مادورو جلوگیری کردند. این تلاش توسط یک شرکت امنیتی خصوصی آمریکایی به نام سیلورکورپ یو اس ای، به ریاست جردن گودرو سازماندهی شده بود و افراد در کلمبیا آموزش دیده بودند. گودرو ادعا کرد که این عملیات شامل ۶۰ سرباز، از جمله دو عضو سابق نیروهای ویژه ایالات متحده، بوده است. دولت ونزوئلا ادعا کرد که ایالات متحده و اداره مبارزه با مواد مخدر آن (DEA) مسئول این عملیات بوده‌اند و از حمایت کلمبیا برخوردار بوده‌اند. خوان گوایدو دخالت در این عملیات را انکار کرد. گودرو ادعا کرد که گوایدو و دو مشاور سیاسی در اکتبر ۲۰۱۹ قراردادی به مبلغ ۲۱۳ میلیون دلار آمریکا با او امضا کرده‌اند. هشت نفر از مهاجمان کشته شدند و سیزده نفر دیگر، از جمله دو آمریکایی، دستگیر شدند. 

### روابط بین‌الملل
در ۶ مارس ۲۰۱۴، به مناسبت اولین سالگرد مرگ هوگو چاوز، مادورو در یک برنامه زنده تلویزیونی اعلام کرد که پس از آنکه ریکاردو مارتینلی، رئیس جمهور پاناما، از معترضان در جریان اعتراضاتی که از ۱۲ فوریه آغاز شد، حمایت کرد و از سازمان کشورهای آمریکایی خواست تا در این مورد تحقیق کند، روابط دیپلماتیک و تجاری خود را با این کشور قطع می‌کند. روابط بعداً در ژوئیه ۲۰۱۴، پس از حضور خورخه آریزا، معاون رئیس جمهور، در مراسم تحلیف رئیس جمهور خوان کارلوس وارلا، از سر گرفته شد. 
در ۱۱ آگوست ۲۰۱۷، رئیس جمهور دونالد ترامپ گفت که «گزینه نظامی» را برای مقابله با دولت مادورو «منتفی نمی‌داند». در ۲۳ ژانویه ۲۰۱۹، مادورو اعلام کرد که ونزوئلا پس از اعلام رئیس جمهور ترامپ مبنی بر به رسمیت شناختن خوان گوایدو، رهبر مخالفان ونزوئلا، به عنوان رئیس جمهور موقت ونزوئلا، روابط خود را با ایالات متحده قطع می‌کند. 
بحران دیپلماتیک دیگری با پاناما در سال ۲۰۱۸ رخ داد، پس از آنکه دولت پاناما تحریم‌هایی را علیه مادورو و چندین مقام کلیدی دولت بولیواری اعمال کرد. ونزوئلا با اعمال تحریم‌های متقابل علیه شرکت‌های پانامایی و همچنین مقامات برجسته پاناما، از جمله رئیس جمهور خوان کارلوس وارلا، پاسخ داد. 
بحران دیپلماتیک در ۲۶ آوریل ۲۰۱۸ پایان یافت، زمانی که رئیس جمهور مادورو اعلام کرد که با رئیس جمهور وارلا تماس گرفته و با بازگشت سفرا و از سرگیری ارتباطات هوایی بین دو کشور موافقت کرده است. 
در ۱۴ ژانویه ۲۰۱۹، چند روز پس از آنکه برزیل، خوان گوایدو، رهبر مخالفان ونزوئلا را به عنوان رئیس جمهور موقت این کشور به رسمیت شناخت، مادورو، رئیس جمهور برزیل، جایر بولسونارو را «هیتلر دوران مدرن» نامید. 
مادورو با ولادیمیر پوتین، رهبر روسیه، همکاری استراتژیک دارد. پس از حمله روسیه به اوکراین در فوریه ۲۰۲۲، مادورو درباره افزایش همکاری با روسیه گفتگو کرد. به دلیل افزایش قیمت نفت ناشی از این درگیری، گفتگوهایی بین مادورو و مقامات آمریکایی آغاز شده است که احتمال لغو تحریم‌های آمریکا علیه ونزوئلا و بهبود روابط بین دو کشور را مطرح می‌کند. در کنفرانس تغییرات اقلیمی سازمان ملل متحد در سال نوامبر ۲۰۲۲، چندین رهبر جهان با مادورو تعامل داشتند، از جمله امانوئل مکرون، رئیس جمهور فرانسه، آنتونیو کاستا، نخست وزیر پرتغال و جان کری آمریکایی. در این کنفرانس، مکرون، مادورو را «رئیس جمهور» خطاب کرد و گفت: «اگر بتوانیم مدت بیشتری با یکدیگر صحبت کنیم تا در کارهای دوجانبه مفید برای منطقه مشارکت کنیم، خوشحال خواهم شد.»   چند روز بعد، در ۲۷ نوامبر، ایالات متحده تحریم‌های ونزوئلا را کاهش داد و به شرکت شورون اجازه داد تا به طور موقت با دولت ونزوئلا همکاری کند. 
مادورو در ژوئن ۲۰۲۳ یک سفر رسمی به عربستان سعودی داشت. او همچنین در سپتامبر ۲۰۲۳ از چین بازدید کرد و از چین درخواست حمایت از ونزوئلا برای پیوستن به بلوک اقتصادی بریکس را کرد و گفت که می‌خواهد سرمایه‌گذاری چین در آمریکای لاتین و کارائیب افزایش یابد. لولا دا سیلوا، رئیس جمهور برزیل، از درخواست مادورو برای پیوستن به بریکس حمایت کرد. در طول این سفر، مادورو همچنین توافق‌نامه‌ای را امضا کرد که شامل آموزش فضانوردان ونزوئلایی بود و ابراز تمایل خود برای اعزام ونزوئلایی‌ها به ماه را ابراز کرد. 
در مناقشه اسرائیل و فلسطین، مادورو بارها در مجامع بین‌المللی از آرمان فلسطین حمایت کرده و اعلام کرده است که «عیسی مسیح یک فلسطینی جوان بود که به ناحق توسط امپراتوری اسپانیا مصلوب شد»، در ۷ نوامبر ۲۰۲۳، او اقدامات اسرائیل در نوار غزه را در طول جنگ غزه محکوم کرد و اسرائیل را به ارتکاب نسل‌کشی علیه فلسطینیان در غزه متهم کرد. 
مادورو برای حمایت از ادعای ونزوئلا بر منطقه اسکیبو، که با گویان همسایه مورد مناقشه و تحت کنترل آن است، یک همه‌پرسی مشورتی در ونزوئلا برگزار کرد. این همه‌پرسی در ۳ دسامبر ۲۰۲۳ برگزار شد و اکثریت بزرگی (تقریباً ۱۰۰٪) به ادعاهای ونزوئلا رأی مثبت دادند، اگرچه میزان مشارکت در آن پایین بود. این همه‌پرسی یکی از عوامل مؤثر در بحران گویان-ونزوئلا بود.
در ژوئن ۲۰۲۵، مادورو حملات اسرائیل به ایران را محکوم کرد و آن را «حمله‌ای جنایتکارانه» توصیف کرد که «حقوق بین‌الملل و منشور سازمان ملل را نقض می‌کند» و فرانسه، آلمان، بریتانیا و ایالات متحده را به حمایت از «هیتلر قرن بیست و یکم» علیه «مردم شریف و صلح‌طلب ایران» متهم کرد. 

## سوء قصد
مادورو در دوران ریاست جمهوری خود با سوء قصدهای متعددی به جان خود مواجه شده است.
در حادثه حمله پهپادی کاراکاس در سال ۲۰۱۸، مادورو هنگام سخنرانی در یک تجمع، توسط دو پهپاد که در حین سخنرانی منفجر شدند، هدف قرار گرفت.
در سپتامبر ۲۰۲۴، پلیس ونزوئلا سه آمریکایی، دو اسپانیایی و یک تبعه چک را که تفنگ‌های تک‌تیرانداز و سایر مهمات را برای ترور مادورو حمل می‌کردند، دستگیر و بازداشت کرد. در یک بیانیه عمومی، وزیر کشور، عدالت و صلح، دیوسدادو کابلو، سازمان سیا و اطلاعات اسپانیا را مسئول تلاش برای کودتا دانست و آن را «تعجب‌آور» ندانست. این وزیر اظهار داشت که آنها یکی دیگر از اعضای فعال ارتش ایالات متحده، ویلبر جوزف کاستاندا، را با شواهدی از تلفن همراهش که او را به حملات تروریستی در طول انتخابات ریاست جمهوری ۲۰۲۴ ونزوئلا مرتبط می‌کرد، دستگیر کرده‌اند.